# 小金井ごみ問題
小金井ごみ問題（こがねいごみもんだい）は、東京都小金井市における廃棄物（ごみ）の処理・処分に関する紛争（ごみ問題）のこと。2011年にはこの問題により市長が2度変わる事態となった。

## 背景
1985年、老朽化が進んだ二枚橋処理場の処理量を1日約550トンに更新する組合の計画が決まったにもかかわらず、排ガスや臭気に悩まされてきた周辺住民の声を受け、小金井市議会が改築と同時に処理場の分散を検討すべき、とする「第2工場論」を一方的に決議した事に端を発す。

## 周辺行政の対応
小金井市は1957年から調布市、府中市とともに二枚橋衛生組合を設立し、3市の境界地にあたる二枚橋焼却場で可燃ゴミを処理していた。しかし1980年代に入ると老朽化し、建て替えの検討を行ったものの、焼却場周辺の小金井市民から反対運動が起こったことなどから組合内で合意が進まず、建て替え計画は頓挫。上記の小金井市議会における一方的な決議への反発や、二枚橋の敷地で3市のごみの全量を受け入れるのは難しかった事情もあり、2004年に3市は組合の解散を決定。調布市は三鷹市とともに「ふじみ衛生組合」を結成、府中市は稲城市、狛江市、国立市が構成する「多摩川衛生組合」に加入することとなった。
小金井市は国分寺市と協議し、両市の合同で小金井市内に新たな処理場を建設すること、かわりに新処理場完成までの間は国分寺市が小金井市のごみの一部を処理する計画を立てた。国分寺市は小金井市に2009年までに建設場所を決定するよう求めていたが、市内の候補地はいずれも周辺住民の反対などで確保できず、新処理場のめどが立たないまま、2007年3月に二枚橋焼却場は耐用年限に達し廃炉。
以後は国分寺市、八王子市、昭島市、日野市、多摩川衛生組合などへ単年更新契約でごみの受け入れを委託した。各自治体・組合も「人道的支援」として引き受けたが、小金井市は過去にも二ツ塚処分場建設を巡って一悶着を起こした経緯から、多摩各市から厳しい目で見られていた。
小金井市は庁内に検討委員会を立ち上げ、市内にある蛇の目ミシン工場跡地（武蔵小金井駅付近）、都立小金井公園、都立武蔵野公園、二枚橋跡地の4か所を候補地として検討。しかし蛇の目跡地は周辺住民から市議会へ建設反対の陳情が出されるなどにより候補から外れ、都立公園の転用はいずれも東京都の許可を得られなかった。そのため小金井市は2010年に改めて二枚橋跡地を処理場用地に選定したが、既に同地への都市計画を進めていた調布市に反対され、周辺住民にも理解を得られなかったことから進展しなかった。
2011年4月に小金井市長選挙が行われ、周辺自治体へのごみ委託処理費用を「無駄遣い」と主張する佐藤和雄が新市長に当選。「人道的支援」として引き受けてきた各市は猛反発。昭島市と日野市は2011年度の受け入れを拒否した。佐藤は発言を撤回し謝罪したが周辺自治体からの信頼を回復できず、11月15日前後には市長就任前に決定済みだった年度内の受け入れ枠が尽き、ごみの収集が停止される可能性があった。佐藤はごみ問題の行き詰まりから11月1日に市長の辞任を表明。これにより周辺自治体は態度を軟化しごみの受け入れを再開した。12月に行われた市長選挙では、前市長で周辺市長らとの信頼関係を強調した稲葉孝彦が当選した。
2012年に二枚橋跡地への建設断念を国分寺市に通達。国分寺市は市民に理解してもらえないと反発し詳しい経過の説明を求めた。2014年に日野市と国分寺市との3市合同で、日野市内の日野市クリーンセンターを共同整備する計画を発表。日野市はこれまで市の単独処理で独自の対策を講じてごみの減量に努めていたため、他市のごみを「押しつけられた」と感じた日野市民からは反対運動もあったが、2020年4月に「浅川清流環境組合」として新処理場を稼働させた。

## 年表
- 1985年：小金井市議会が改築と同時に処理場の分散を検討すべきとする「第2工場論」を決議[13]。
- 2004年5月：国分寺市への共同処理の申し入れ[13]。
- 2007年3月：二枚橋処理場 廃止[14]。
- 2009年2月中：国分寺など引き受けてもらっていた周辺自治体に対して、新処理場の建設地を確保するとの約束を守れず、延期した「09年度中」の期限も実現できず。
- 2010年3月：二枚橋衛生組合 解散。
- 2010年4月：将来、国分寺市と共同で可燃ごみを処理する新ごみ処理施設の建設場所を「二枚橋焼却場用地」に決定[15]。
- 2011年4月：周辺自治体へのごみ委託処理費用の増額分を「無駄遣い」として、市長の稲葉孝彦を攻撃してきた佐藤和雄が、新市長に当選[9]。周辺自治体からゴミ処分のボイコットにより、市内のごみ回収不能の恐れが発生[9]。
- 2011年11月：市長の佐藤和雄が発言を陳謝し市長辞任。市長選挙で前職の稲葉孝彦が返り咲き[9]。
- 2012年4月：小金井市は二枚橋焼却場跡地でのごみ共同処理を断念した事を国分寺市に通知。
- 2014年1月16日：小金井市、日野市、国分寺市の3市による可燃ごみ共同処理計画について、日野市に新しい焼却施設を建てる覚書を交わす[16]。
- 2015年1月18日：日野市内に建設を計画する可燃ごみ処理施設に反対している地元団体「ごみ問題・監査請求をすすめる会」が日野市監査委員に計画の白紙撤回を求めた事務監査請求書を提出[17]。
- 2015年7月1日：小金井市、日野市、国分寺市間で、ごみ処理施設の設置(日野市石田一丁目)及び運営を目的とする一部事務組合「浅川清流環境組合」を設立。管理者日野市長、副管理者小金井市長、国分寺市長。ごみ処理施設の平成31年度中の稼動を目指す。
- 2016年11月14日：日立造船が浅川清流環境組合から、新可燃ごみ処理施設整備・運営事業を受注したと発表[18]。受注したのは、日立造船、五洋建設、浅川環境テクノロジーの3社で、このうち日立造船と五洋建設が建設を担当、建設後の運営は3社が設立する特別目的会社によって行われる[18]。
- 2016年8月24日、二枚橋焼却場の跡地を府中市より買い取り、小金井市の所有地とともに、新たなごみ関連施設の建設候補地とすることが明らかにされる[19]。
- 2020年4月1日：日野市石田一丁目に建設が進められてきた浅川清流環境組合可燃ごみ処理施設が、本格稼働を開始[12]。